# Chaccu

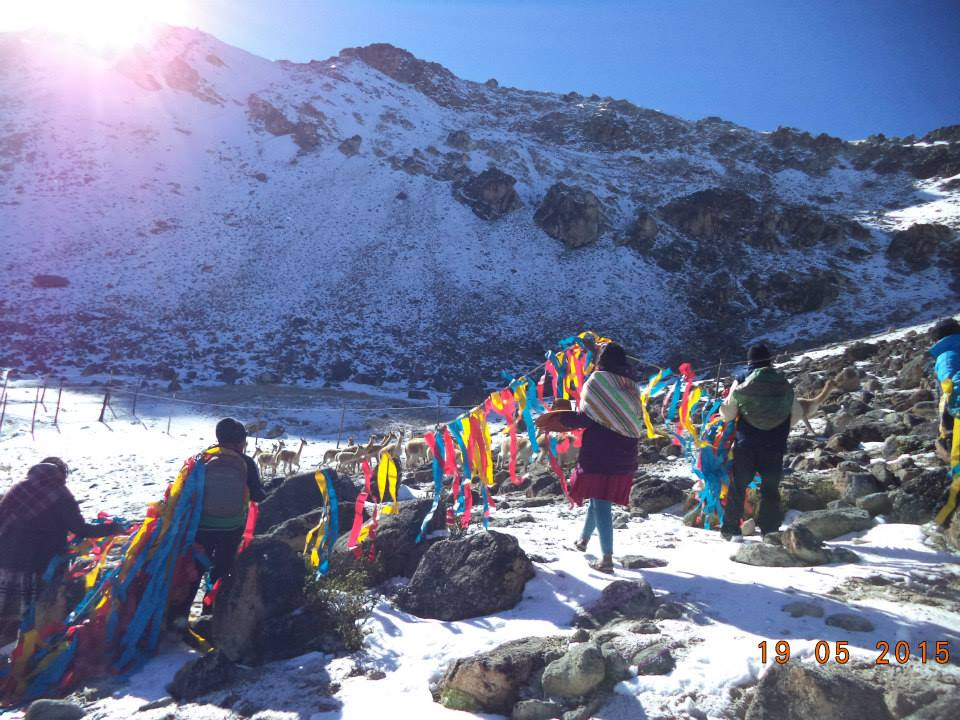
Chaccu de vicuñas

El  chaccu, o chaku (vocablo quechua que significa captura de vicuñas), es una técnica ancestral prehispánica de captura y esquila de vicuñas que se realiza aún en la región andina.

## Descripción
Las vicuñas suelen vivir en las partes altas de los Andes, en la puna o páramo, una zona de alta montaña caracterizada por su clima hostil, por lo cual su captura demanda gran esfuerzo físico, teniendo en cuenta que además son muy veloces. 
El chaku consiste en el apresamiento de las vicuñas con el objetivo de tenerlas algunas horas en cautiverio para esquilarlas. De esta manera se aprovecha su fibra sin alterar la población, comportamiento y capacidad de reproducción de los animales.
Para lograr esto, un grupo de personas caminan con sogas en las que se ataron cintas de colores, arreando a las vicuñas y finalmente se toman de las manos, formando un cerco humano; y en un lento caminar las encierren en un corral. Luego de obtener la lana de los animales, estos son inmediatamente liberados.

## Historia

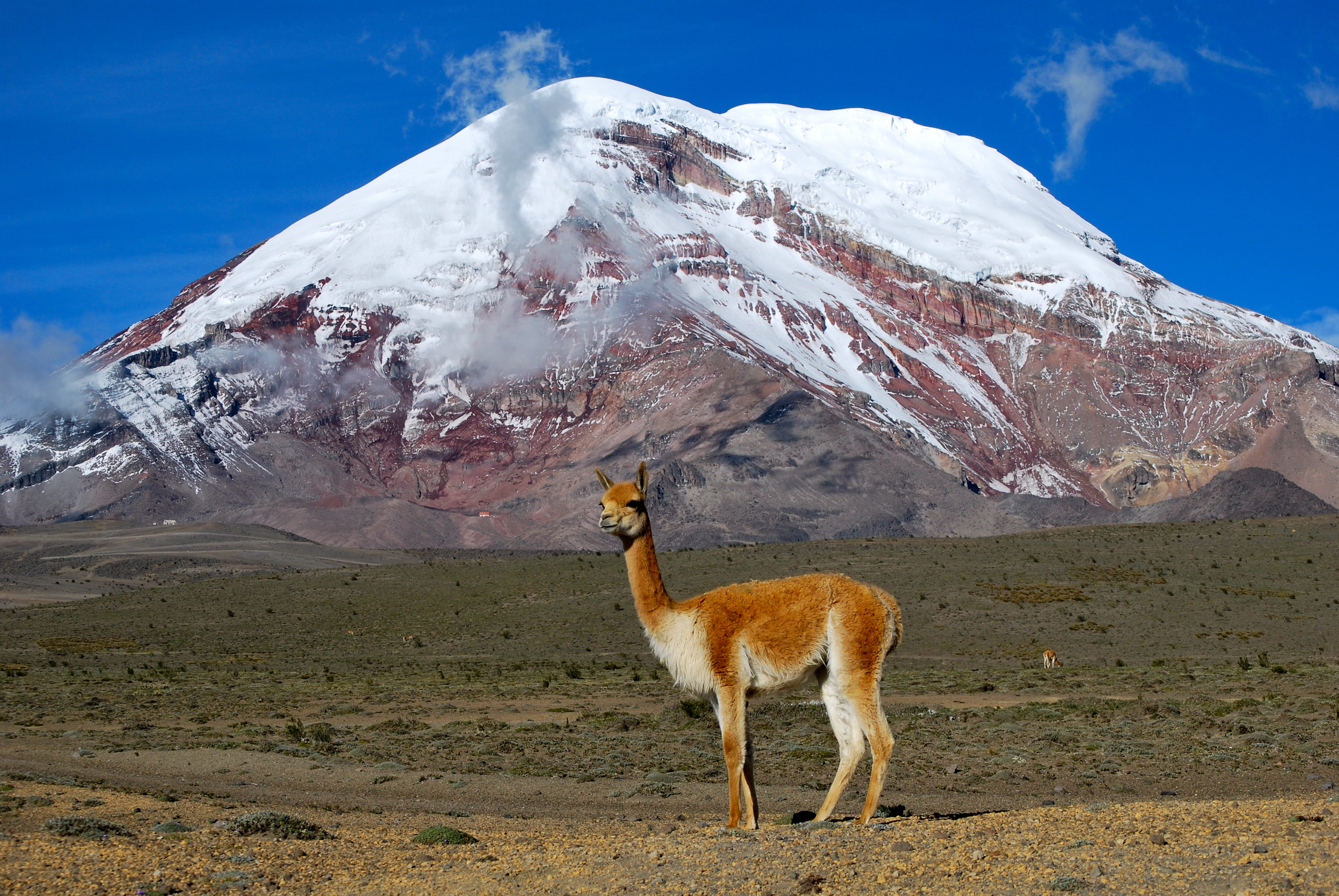
Vicuña en las faldas del volcán Chimborazo.

El chaccu es un legado de los antiguos habitantes del altiplano andino, de tiempos anteriores a los incas. Según los cronistas de la época  de las colonias, durante el incanato el Inca ordenaba la realización anual de los chaccus. Se reunían entonces varios ayllus con el fin de coordinar la actividad. Luego realizaban una ceremonia religiosa en la que hacían pagos a la tierra y, finalmente, ejecutaban el arreo de los animales, evitando dañarlos, pues además eran considerados sagrados. Las prendas confeccionadas de la fibra de la vicuña solamente las usaban el Inca y su corte.
En la época de la conquista española se llevó a cabo una matanza indiscriminada de estos animales para obtener sus cueros y exportarlos al continente europeo. Al mismo tiempo los saberes de los pobladores eran ignorados. Actualmente la vicuña fue recuperada, y su fibra vuelve a ser  utilizada.

## Actualidad
Esta forma ancestral de manejo se sigue realizando en los Andes del Perú, especialmente en los departamentos de Huancavelica, Ayacucho, Puno, Apurímac, Cusco y Arequipa, en los que las comunidades campesinas tienen un comité de la vicuña integrado por los propios comuneros, quienes cada año realizan la captura de vicuñas en coordinación con el CONACS (Consejo Nacional de Camélidos Sudamericanos).
El proceso de la captura y esquila de vicuñas mediante el chaku beneficia a las familias campesinas y a las propias vicuñas. Las primeras se benefician de un ingreso adicional, que se suele usar en inversiones de beneficio común. Las vicuñas son a su vez protegidas de los cazadores furtivos, sea por la vigilancia que las comunidades organizan como porque una vez esquiladas carecen de interés comercial. Para asegurar la supervivencia de la vicuña es importante conservar los suelos, los pastos naturales y, en general, los ecosistemas de la punas en los Andes.
El chaccu de la vicuña es una festividad ritual que se realiza cada año en la Reserva Nacional de Pampa Galeras, en la provincia de Lucanas, Ayacucho.
En la comunidad de Alto Perú (distrito de Palca) se realiza el "Festival del Chaccu de Vicuña". Con esta actividad se busca promocionar como una experiencia turística vivencial da origen a la tradición de la producción de fibra de vicuña.
En la Argentina, su lana vuelve a ser valorizada. Biólogos, arqueólogos, agrónomos y veterinarios trabajan en conjunto con la comunidad de Santa Catalina, provincia de Jujuy, para realizar un uso sustentable de la vicuña, a través de la revalorización del chaku. Se realizan talleres en la escuela polimodal y en la escuela primaria y charlas abiertas a la comunidad con el objetivo de capacitar en la captura de los camélidos, y a la conservación de los ambientes andinos mientras que los pobladores aportan sus saberes sobre las vicuñas a los investigadores.